# Przedsięwzięcie inwestycyjne
Przedsięwzięcie inwestycyjne – inwestycja przewidziana do zrealizowania w określonym celu, miejscu i czasie. Zakres rzeczowy obejmuje kompleksowo inwestycje podstawową wraz z inwestycjami towarzyszącymi. Przedsięwzięcie inwestycyjne może składać się z jednego lub kilku zadań inwestycyjnych.